# Camamilla borda
La camamilla borda (Anthemis arvensis), és una espècie de planta amb flors nativa d'Europa, incloent els Països Catalans, que pertany a la família de les asteràcies.
Addicionalment pot rebre els noms de boligs, botons, camamilla, camamil·la borda, camamilla de camp, camamil·la de camp, camamilla pudent, confits, margarita de camp, marieta i panicor. També s'han recollit les variants lingüístiques bullit, bullits, camamilla pudenta, camamirla borda, camamitla borda i panicort.

## Característiques
És una planta herbàcia anual, de fins a 50 cm d'alt. Les tiges són glabres, molt nombroses, de color rogenc en la regió basal tornant-se verdoses més a prop de l'extrem. Les fulles són bi- o tripinnatisectes, amb els folíols linears. Floreix cap a finals de la primavera formant un capítol. El fruit és un aqueni.

## Hàbitat
Creix a les vores dels camins i com mala herba en terres de conreu.

## Propietats
Com a medicinal les seves indicacions són com a febrífug, resolutiu i vermífug.

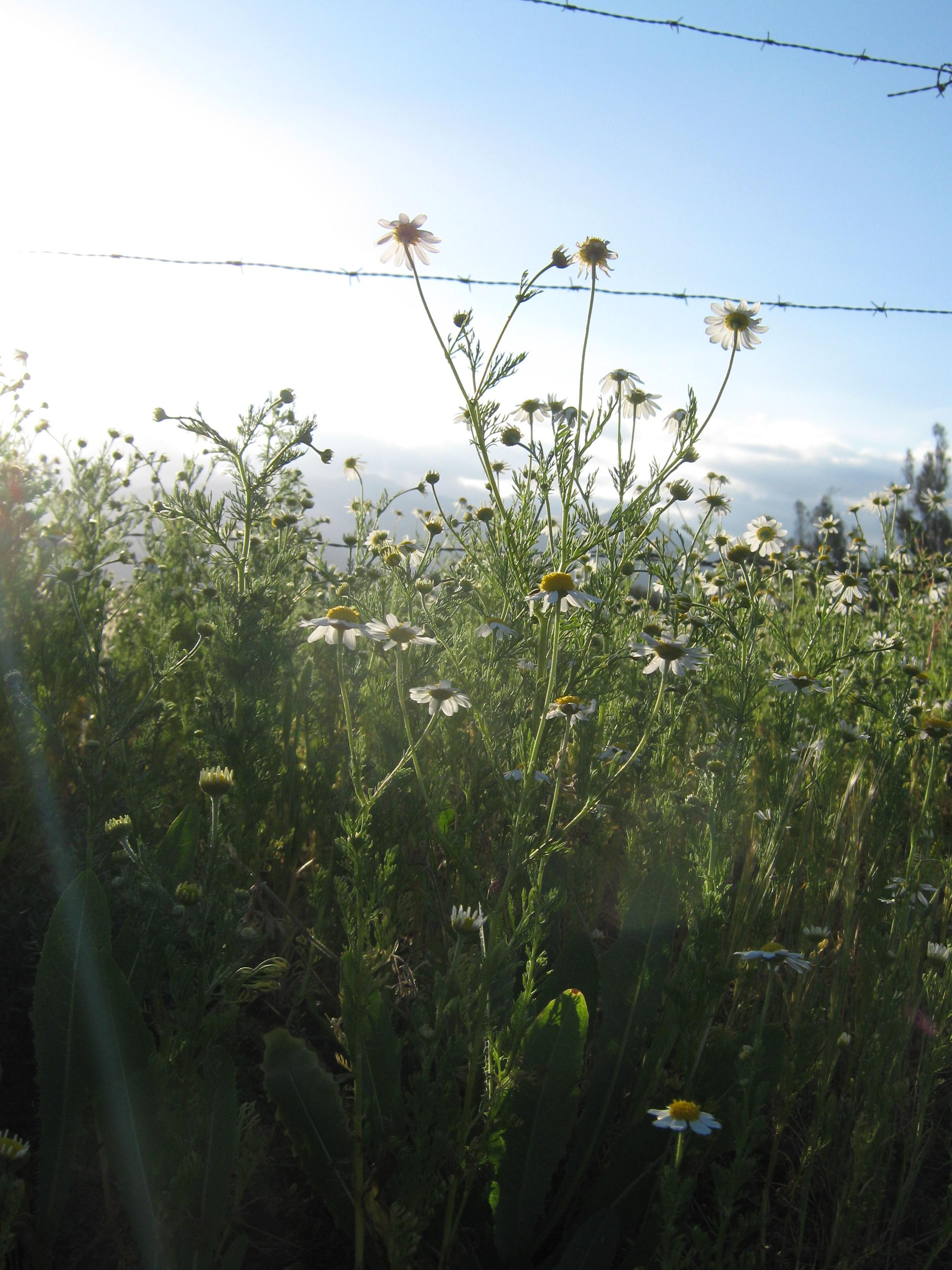
Vista general de la planta

## Taxonomia
Anthemis arvensis va ser descrita per Linnaeus i publicat a Species Plantarum 2: 894. 1753.
- Anthemis chevalieri Germà Sennen
- Anthemis gemmelarii Tineo
- Anthemis granatensis Boiss.
- Anthemis sallei Germà Sennen i Elías[4]
- Anthemis agrestis Wallr.
- Anthemis anglica Spreng.
- Anthemis kitenensis Thin
- Anthemis sallei Sennen & Elias
- Chamaemelum arvense (L.) Hoffmanns. & Link[5]
- Anthemis cyllenea Halácsy

subsp. incrassata (Loisel.) Nyman
- Anthemis australis Willd.
- Anthemis clavata Guss.
- Anthemis gemmellarii Tineo
- Anthemis incrassata Loisel.
- Anthemis nicaeensis Willd.
- Anthemis pedunculata var. laevis (Emb. & Maire) Maire
- Anthemis ruthenica subsp. requienii Nyman
- Anthemis tuberculata var. laevis Emb. & Maire[6]

subsp. sphacelata (C.Presl) R.Fern.
- Anthemis brevifolia Lojac.
- Anthemis sphacelata[7]